# Hadrogryllacris deserta
Hadrogryllacris deserta är en insektsart som först beskrevs av Johann Gottlieb Otto Tepper 1892.  Hadrogryllacris deserta ingår i släktet Hadrogryllacris och familjen Gryllacrididae. Inga underarter finns listade i Catalogue of Life.